# Clam (Charente-Maritime)
Clam ist eine französische Gemeinde mit 405 Einwohnern (Stand: 1. Januar 2022) im Département Charente-Maritime in der Region Nouvelle-Aquitaine (vor 2016 Poitou-Charentes); sie gehört zum Arrondissement Jonzac und zum Kanton Jonzac. Die Einwohner werden Clamais genannt.

## Geographie
Clam liegt etwa 80 Kilometer nordnordöstlich von Bordeaux. Nachbargemeinden von Clam sind Marignac im Norden und Nordwesten, Neulles im Norden und Nordosten, Saint-Germain-de-Lusignan im Süden und Osten sowie Saint-Georges-Antignac im Westen.

## Bevölkerungsentwicklung
| Jahr                       | 1962 | 1968 | 1975 | 1982 | 1990 | 1999 | 2006 | 2017 | 2019 |
| Einwohner                  | 232  | 203  | 216  | 209  | 237  | 283  | 323  | 418  | 407  |
| Quellen: Cassini und INSEE |      |      |      |      |      |      |      |      |      |

## Sehenswürdigkeiten

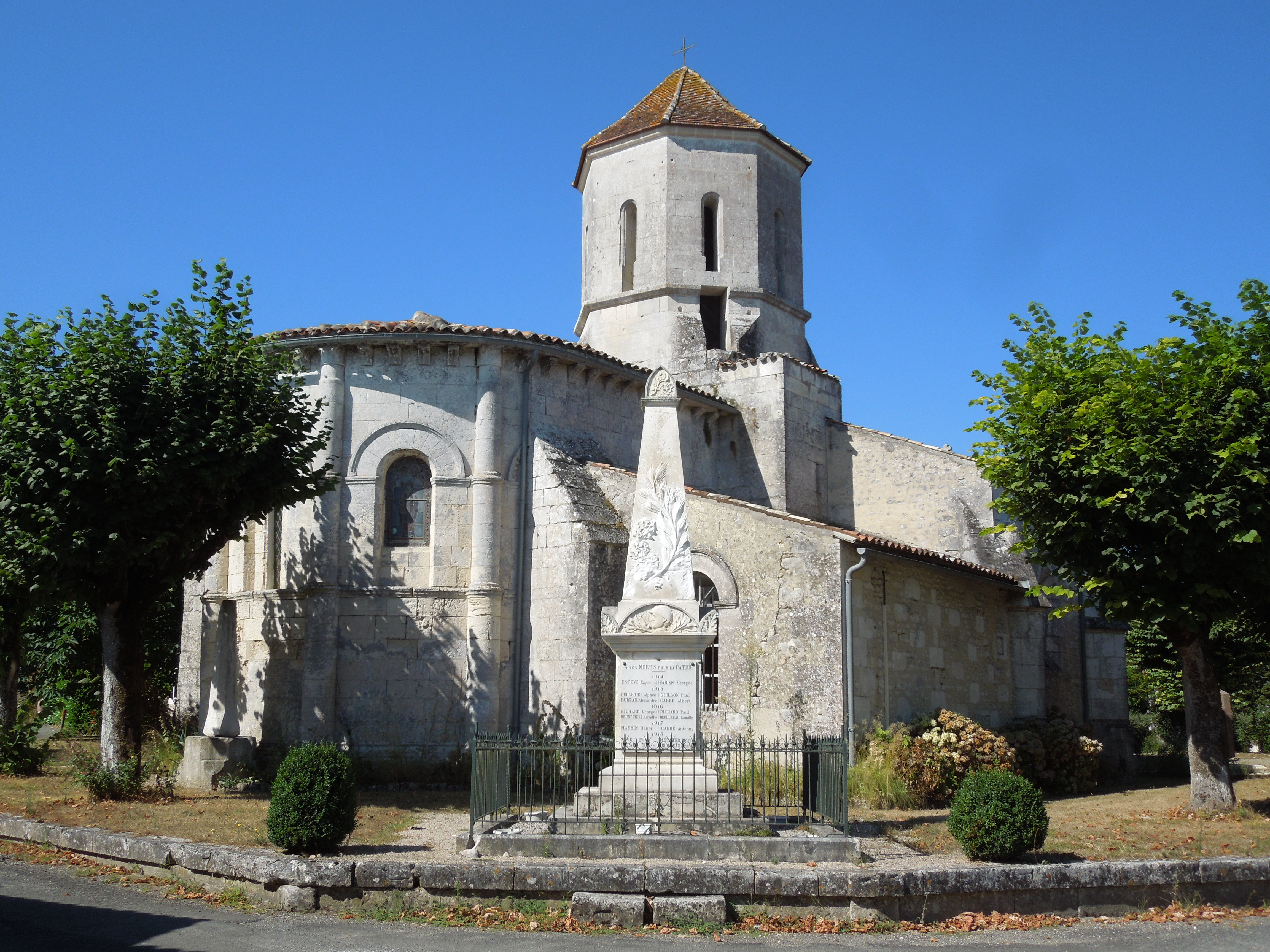
Kirche Saint-Martin

- Kirche Saint-Martin aus dem 12. Jahrhundert (siehe auch: Liste der Monuments historiques in Clam (Charente-Maritime))